# Xavier Rubert de Ventós
Xavier Rubert de Ventós   (Barcelona, 1 de setembre de 1939 - Barcelona, 28 de gener de 2023) fou un filòsof i professor universitari, catedràtic emèrit d'Estètica a l'Escola Tècnica Superior d'Arquitectura de Barcelona (ETSAB), escriptor i polític català.
Participà en la resistència antifranquista com a membre del Front Obrer Català (FOC) i fou expulsat de la seva càtedra de la Universitat de Barcelona mitjançant un expedient administratiu per abandono de cátedra quan l'any 1975 hagué d'exiliar-se a París per amenaces dels falangistes. Molt actiu en la vida pública catalana, va col·laborar habitualment en diversos mitjans de televisió, ràdio i premsa escrita.
El 1976, fundà amb Eugeni Trias el Col·legi de Filosofia, grup que renovà la filosofia catalana en la Transició democràtica espanyola i que alhora enllaçava amb la tradició republicana de Joaquim Xirau. Les seves obres, especialment centrades en l'àmbit de l'estètica en un primer període, i en la filosofia política a partir de 1982, gaudeixen de reconeixement internacional, com ho demostra el fet d'haver estat traduït al castellà, l'anglès, l'italià i l'alemany. Fou amic de la infància de Pasqual Maragall, amb qui milità a la clandestinitat al FOC.
Fou membre del Partit dels Socialistes de Catalunya i diputat al Congrés (1982-1986) i al Parlament Europeu (1987-1994). El novembre de 2012 va signar un manifest públic en el qual donava suport a la candidatura de Convergència i Unió a les eleccions al Parlament de Catalunya. Fou un dels impulsors del Setè Congrés de l'International Council of Societies of Industrial Design. De 2004 a 2018 fou president delegat del jurat del Premi Internacional Catalunya.
Va morir a Barcelona, als 83 anys, el 28 de gener de 2023.

## Família
Xavier Rubert és fill de Joan Rubert López de Tejeiro i Conxita Ventós. Pertanyia a una família d'indians que van fer fortuna a Puerto Rico durant el segle xix. El seu avi patern retornà a Barcelona.
És pare de Gino Rubert i de Xita Rubert i germà de Maria Rubert. Va estar casat amb Luisa Castro.

## Biografia
La vida de Rubert de Ventós es pot dividir en tres etapes: la primera, fins al 1982, abraça el període de formació filosòfica i la carrera acadèmica; la segona, fins al 1994, comprèn l'experiència parlamentària; i la tercera, a partir de 1994, ve marcada pel retorn a la vida universitària i el compromís social i polític.
La primera etapa inclou els anys de formació, la lluita clandestina, l'activitat docent a Barcelona i als Estats Units d'Amèrica (EUA), juntament amb la publicació de les seves obres sobre estètica, cultura i moral.
El 1961 es va llicenciar en Dret a Barcelona, segons la tradició familiar, i el 1962 va cursar el darrer any de Filosofia a Madrid, per vocació, on va ser deixeble de José Luis López Aranguren, en qui reconeix el seu mestratge. El seu primer assaig, El arte ensimismado (1963), es va publicar a l'editorial Ariel amb un pròleg de José María Valverde i en una col·lecció que dirigia el també filòsof Manuel Sacristán. Durant aquells anys, va participar en la lluita clandestina al costat de Pasqual Maragall al FOC. Va ser detingut tres cops i, arran de les seves activitats, va haver d'exiliar-se uns mesos, ja cap al final de la dictadura, per evitar ser novament detingut i maltractat.
Va créixer en un ambient on la cultura catalana amb prou feines sobrevivia en cercles reduïts. En aquests, però, va rebre la influència del grup d'intel·lectuals de qui es considera hereu, el seu pare Joan Rubert, Josep Maria Calsamiglia i Jordi Maragall, deixebles al seu torn de Joaquim Xirau, i més enrere encara de Max Scheler.
Acabats els estudis, inicialment va exercir de professor a la Universitat de Barcelona i a la Universitat Autònoma, i des del 1973 ocupà la plaça de catedràtic d'Estètica a l'ETSAB. Ocasionalment va fer estades a les universitats de Cincinnati, Harvard o Berkeley, i també a Mèxic i Caracas. També dins d'aquesta etapa fundà amb Eugeni Trias, Antoni Vicens i Jordi Llovet el Col·legi de Filosofia, l'any 1976. Una iniciativa que, el 1982, es va ampliar amb altres filòsofs com Pere Lluís Font, Jaume Casals, Miquel Morey, Josep Ramoneda i altres.
Al Col·legi, va exercir el que possiblement va ser el seu únic magisteri filosòfic a Barcelona i és d'aquí d'on van sortir els seus deixebles: Norbert Bilbeny, Mercè Rius o Ramon Alcoberro. Al Col·legi s'oferien cursos oberts de filosofia sobre un tema prèviament triat, ja fos l'amor, la frontera o el coneixement, i els textos que es produïen es van publicar en diversos llibres col·lectius entre el 1978 i el 1987.
A la segona etapa, des del 1982 fins al 1994, entrà en la política activa com a parlamentari, primer al Congrés dels Diputats i després al Parlament Europeu. Fruit de l'experiència, publicà un seguit d'obres sobre els vells problemes d'identitat d'Espanya, sobre els nous reptes de la identitat d'Europa i també sobre les misèries de la vida parlamentària. Entre aquests darrers, trobem El cortesà i el seu fantasma, el seu llibre «més cruel, àcid i ferotge». Va ser també des del Parlament Europeu que va proposar la creació del Premi d'Arquitectura Contemporània Mies van der Rohe.
En la tercera etapa, des de 1994 fins a la seva mort, va reprendre l'activitat docent i inicià la incursió en altres àmbits socials o filosòfics (Déu, l'independentisme, migracions…). En particular destacava la seva concepció d'un independentisme no nacionalista, entès com una manera no visceral de resoldre la relació Espanya-Catalunya. En aquest sentit, es va posicionar del costat del sobiranisme i se'l va poder veure en molts actes a favor de l'Estat propi.

## Pensament
Malgrat la diversitat d'interessos de Rubert de Ventós (acadèmic, polític, literat, crític, filosòfic), hi ha un tret comú en la seva obra, un leitmotiv que adopta fórmules diferents d'acord amb les preguntes que aborda i els estímuls que les susciten. Aquest factor comú és la desconfiança pel «pensament abstracte» i per tot allò que bloqueja la percepció real de les coses. Rubert de Ventós el denominava «principi de dissonància», entès com una dissonància existent entre les abstraccions, que es nodreixen de la captura d'experiències, i les vivències, que es resisteixen a ser-ne captives.
Si hi ha una activitat que Xavier Rubert de Ventós va mantenir constantment, aquesta va ser la d'escriptor. Al llarg de tota la seva trajectòria va publicar més de trenta títols, en castellà i en català, i alguns traduïts a l'anglès, l'italià i l'alemany. Va ser, com a escriptor, un dels grans prosistes en llengua catalana. Una qualificació merescuda pel seu estil «circular» i aforístic, i per la seva tasca com a creador de llenguatge, de noves expressions que ja van unides al seu nom: l'«ara-sí-queisme»', la «modernositat» o el «jo com a joguina». En les seves obres, el llenguatge simplement no neix de les idees sinó que es fa notar frase rere frase, està sempre en primer pla i, en tot cas, són les idees les que neixen del llenguatge. De vegades, peca de preciosista i potser per excés, però això no afecta l'autenticitat del discurs.
Totes les seves obres sorgeixen del que li «passa», no del que «creu» o «pensa». Començant per la seva posició filosòfica, pot considerar-se, ras i curt, com a «pensament feble», essent entre els primers dins del postmodernisme. Per deixar, doncs, que les coses se'ns apropin, afirma: «cal tenir una actitud més aviat feble que no pas forta». La seva experiència iniciàtica va ser la dissonància entre abstraccions i vivències. A Per què filosofia? posa com a màxima el nescire aude! («atreveix-te a ignorar»), la pregunta infantil «per què?» o la «importància de veure-hi fosc». Aquest punt de vista, però, no té res de natural en un adult i requereix vigilància i coratge davant les rutines mentals. Tanmateix, és l'única manera d'accedir a allò que és real. Només «aprenem» quan som capaços d'«ignorar el que sabem. Únicament sentim els objectes quan afluixem el volum de les normes. Solament som "vulnerables a la demanda" si podem "veure sense voler entendre". Els rituals del sentit comú pels quals percebem, sentim i pensem, viuen "entotsolats" dins l'eterna repetició d'ells mateixos i fan impossible copsar l'altra cara» de la realitat, sempre singular. L'experiència real és estètica, superficial, única i original. La seva categorització és conceptual, essencial, universal i gastada. Paradoxalment, una «experiència real» és inexperta per definició, inesperada: és real allò que «sempre apareix disposat a refutar les nostres hipòtesis».
Per accedir a l'altra cara de les coses no n'hi ha prou de desactivar el que «sabem», a més, ens hem de trobar en un estat d'«alteració propens a l'altre, per poder donar a l'objecte l'espai necessari per existir. Aquest estat no és un punt de vista "teòric", distant, sinó que té color emocional, una intimitat amb l'objecte que ve facilitada per l'amor o la nostàlgia: perquè l'amor ajuda a construir aquest coneixement individual i, encara més, és el motor del coneixement del que és individual. També el plaer sexual té aquest efecte d'esmicolar l'ego». L'amor i el plaer sensual esborren la línia divisòria entre observador i objecte, dissolen els límits del jo i confonen percepció i sentiment. I el més important, són necessaris per veure'ns lliures del dolor de viure com a individualitats.
Tot el que s'ha dit de l'esquematisme del sentit comú, Rubert de Ventós ho va aplicar a l'art en la seva trilogia sobre estètica. Començant per la crítica de l'art d'avantguarda, del 1963, amb el seu «entotsolament» o aïllament respecte al món al seu voltant, hi denuncia el «feixisme de la novetat». Però la crítica s'estén, més enllà de l'abstracció i el pur formalisme, a l'art realista del Renaixement. D'aquí, desemboca en un art «implicat» en la societat i el món artificial creat per la tècnica (1968), per abordar finalment l'art en un marc més general encara i que inclou totes les seves formes: el puritanisme. L'art purità sotmet l'art a un deure ètic i integra totes les formes, gèneres i estils, inclòs l'avantguardista (1974).
Pel que fa a la moral, sorprenentment, va sostenir que fou la seva autèntica passió filosòfica. Si va escriure sobre les coses de l'art, és perquè eren coses «interessants», però que no l'afectaven. En canvi, les coses de la moral li tocaven en el viu, i no pas com a moralista, sinó com a persona consternada pel mal, per la violència causada en nom d'ideals: «el meu judici sobre això no és una cosa que hagi pensat, és una cosa que em passa». El lema d'aquesta actitud moral és el «minimalisme» quant als principis. La possessió de principis morals forts causa en el subjecte moral el mateix efecte que els conceptes sobre les vivències: impossibiliten copsar el que tenen d'original, actuen sobre l'empatia com els anestèsics sobre el dolor. Així, de la mateixa manera que defensava un pensament feble, postulava també una moral feble, no del jugador sinó de la «joguina», una «ètica sense atributs» ni principis, que pot aplanar la dificultat de deixar-nos guiar pel que cada persona necessita. El corol·lari n'és aquest jo entès com a «joguina» o «girell». Això comporta el risc de ser instrumentat, però fa viable el canvi en tant que mantenir els principis és una hipocresia. Com a conclusió, cal dir que la filosofia de Rubert de Ventós no és sistemàtica. No hi ha cap tractat d'estètica o moral. Hi ha reflexions inspirades en la gran perspicàcia amb què observa el present, i hi veu el que hi ha de nou, que és el més difícil d'apreciar. Tampoc no hi ha una teoria del coneixement ni una ontologia, tanmateix, totes les seves obres tenen un «aire de família», una font comuna que és el «principi de dissonància» apuntat al començament del text.

## Obra

### En català
- 1968 Teoria de la sensibilitat
- 1978 Ofici de Setmana Santa
- 1983 Per què filosofia?
- 1987 Pensadors catalans
- 1991 El cortesà i el seu fantasma
- 1992 De filosofia (amb Mercè Rius)
- 1993 Manies i afrodismes
- 1999 Catalunya: de la identitat a la independència (amb pròleg de Pasqual Maragall)
- 2004 Filosofia d'estar per casa
- 2006 Teoria de la sensibilitat nacionalista
- 2012 Dimonis íntims[19][20]
- 2017 Si no corro, caic[21]

### En castellà
- 1963 El arte ensimismado
- 1969 Teoría de la sensibilidad (traducció del català)
- 1971 Moral y nueva cultura
- 1973 Utopías de la sensualidad y métodos del sentido
- 1974 La estética y sus herejías
- 1975 Ensayos sobre el desorden
- 1979 Oficio de Semana Santa (traducció del català per Jordi Llovet)
- 1980 De la Modernidad. Ensayos de filosofía crítica
- 1984 Filosofía y/o Política
- 1984 Las metopías: metodologías y métodos de nuestro tiempo
- 1986 Europa y otros ensayos
- 1986 Moral (reedició de Moral y nueva cultura, 1971)
- 1987 El Laberinto de la Hispanidad
- 1990 ¿Por qué filosofía? (traducció del català)
- 1991 El cortesano y su fantasma (traducció del català)
- 1993 Manías, amores y otros oficios
- 1994 Nacionalismos. El laberinto de la identidad
- 1996 Ética sin atributos (reedició de Moral, 1986)
- 1998 Crítica de la modernidad (reedició de De la modernidad, 1986)
- 1999 De la identidad a la independencia (traducció del català)
- 2000 Dios, entre otros inconvenientes
- 2014 La batalla del amor contra el deseo (amb Luci Apuleu i Xita Rubert)[22]